# رامون دا سيلفا كوستا
رامون دا سيلفا كوستا هو لاعب كرة قدم برازيلي، ولد في 27 فبراير 1992.

## روابط خارجية
- رامون دا سيلفا كوستا على موقع قاعدة بيانات كرة القدم.إي يو (الإنجليزية)
- رامون دا سيلفا كوستا على موقع Soccerway.com (الإنجليزية)